# CD Fátima
Centro Desportivo de Fátima is een op 24 januari 1966 opgerichte voetbalclub uit Fátima, Portugal. De thuiswedstrijden worden in het Estádio Municipal de Fátima gespeeld dat plaatst biedt aan 1.545 toeschouwers.
In het seizoen 2011/12 komt de club uit in de Segunda Divisão nadat het in het voorgaande jaar was gedegradeerd uit de Liga de Honra.

## Erelijst
- II Divisão

Kampioen: 2007, 2009
- III Divisão

Kampioen: 1991, 2000
Promotie: 1998

## Bekende (oud-)spelers
- Marco Airosa